# Епархия Мачалы
Епархия Мачалы (лат. Dioecesis Machalensis) — епархия Римско-католической церкви с центром в городе Мачала в Эквадоре.

## Территория
Епархия включает в себя территорию провинции Эль-Оро в Эквадоре. Входит в состав митрополии Куэнки. Кафедральный собор Богоматери Милосердной находится в городе Мачала. Территория диоцеза разделена на 35 приходов. В епархии служат 33 священника (20 приходских и 13 монашествующих), 26 монахов, 85 монахинь.

## История
Территориальная прелатура Эль-Оро была создана 26 июля 1954 года буллой «Мы знаем» (лат. Nos minime latet ) римского папы Пия XII на территории епархии (ныне архиепархия) Гуаякиля и епархии Лохи. Она входила в состав митрополии Куэнки.
11 сентября 1961 года буллой «Досточтимые братья» (лат. Venerabilis Fratris) римского папы Иоанна XXIII она была включена в состав митрополии Кито. 31 января 1969 года буллой «Все вещи» (лат. Quem ad modum) римского папы Павла VI территориальная прелатура Эль-Оро была преобразована в епархию Мачалы.

## Ординарии
- Висенте-Фелисисимо Майя-Гусман (29.11.1963 — 30.1.1978);
- Антонио Хосе Гонсалес Сумаррага (30.1.1978 — 28.6.1980), назначен архиепископом-коадъютором Кито;
- Нестор-Рафаэль Эррера-Эредиа (14.1.1982 — 22.2.2010);
- Луис-Антонио Санчес-Армихос, S.D.B. (22.2.2010 — 22.10.2012);
- Анхель-Поливио Санчес-Лоэса (20.7.2013 — 27.09.2022, в отставке);
- Висенте Орасио Сэтерос Сьерра (27.09.2022 — по настоящее время).